# Microscopía virtual

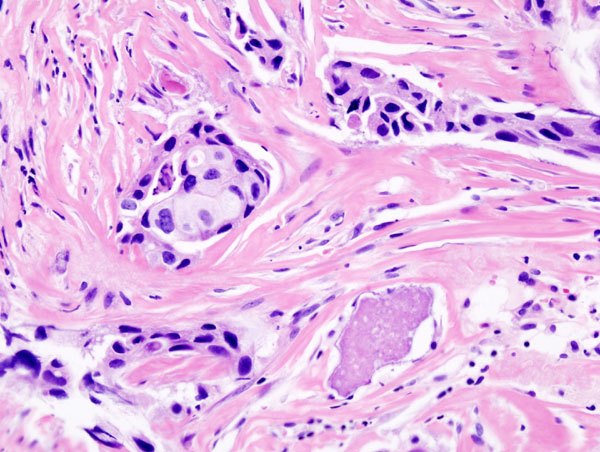
Vista microscópica de una muestra histológica humana de mama, teñida con hematoxilina y eosina.

El estudio a distancia de las imágenes se puede denominar  ( telehistología, telecitología) o  (telepatología dinámica virtual) dependiendo del tipo de información biológica. Permite acceder a diferentes preparados mediante unos pocos clics y sin factores horarios intervinientes.

## Descripción
Un microscopio virtual puede ser estático o dinámico. Es estático cuando una imagen se encuentra previamente digitalizada a un aumento determinado (20x, 50x, 100x). Un microscopio virtual dinámico (también denominado interactivo) permite hacer zoom a la imagen en tiempo real, y en algunos casos, permite el control del campo visualizado mediante la manipulación remota de las muestras un microscopio robotizado, el cual consiste básicamente
en un microscopio con un sistema de captación de imágenes adosado (p. ej., cámara digital) y conectado a una computadora, con lo que es posible controlar los parámetros del microscopio remotamente (ejes x,y, y z, luz, diafragma, aumentos).
Los sistemas de digitalización para microscopía virtual actuales permiten el "escaneo" automático de muestras preparadas y provenientes de citología o histología creando una preparación virtual en cuestión de minutos. Con ello, es posible digitalizar todo tipo de preparaciones histológicas o citológicas, desde gruesos cortes (15 μm) de tejidos incluidos en parafina, hasta finos cortes de 5 μm de histología o histopatología convencional con tinciones como hematoxilina eosina, inmunohistoquímica o de inmunofluorescencia.
Una preparación virtual es uno o un conjunto de archivos que contienen toda la información en imágenes de toda una preparación. Un sistema informático conectado a un microscopio realiza el barrido mediante fotografías de toda la preparación, y las organiza de manera que, mediante un software especial, es posible obtener tener una imagen a bajo aumento a modo de mapa de la preparación y los sucesivos altos aumentos. Una de las ventajas más inmediatas de este sistema es que permite obtener fotografías a bajo aumento con un enfoque perfecto, pues el bajo aumento proviene del ensamblado de imágenes bien enfocadas a alto aumento. Los archivos obtenidos tienen un peso (tamaño) muy elevado que puede oscilar entre 200 MB y 40 GB.

## Microscopios virtuales en educación
Con la llegada de las imágenes digitales y redes informáticas como Internet, es fácil compartir fotografías macro y microscópicas. El continuo progreso de las tecnologías permitió la aparición de una forma específica de telepatología dinámica ("láminas virtuales) y junto con herramientas de navegación, logran hacer de cualquier computadora personal un microscopio digital. El uso de estas herramientas en la educación continua, conlleva un desarrollo óptimo del conocimiento en futuros médicos u otros trabajadores del área de la salud.
El proyecto Microscopio Virtual es una iniciativa supervisada por la Universidad Rutgers para realizar micromorfología y estudiar el comportamiento de pequeños organismos, realizando estudios en línea. El servidor está localizado en el norte de los Estados Unidos y las imágenes son tomadas desde la Antártica y el Mar Báltico.
El instituto de investigaciones forenses www.institutoforense.com igualmente cuenta con un proyecto de microscopio virtual pero dirigido a la línea de investigación de balística forense, para ayudar en la resolución de casos criminales.
Otras tendencias contemporáneas son los laboratorios de patología digital creados usando tecnologías informáticas propias de la computación en nube. Como ejemplo de esto se encuentra el depósito de imágenes "Virtual SlideBox" de la Facultad de Medicina de la Universidad de Iowa y el "Virtual Microscope" de la Universidad de Nueva York, el cual utiliza como base de su plataforma web las API de Google Maps.